# 富士河口湖温泉郷
富士河口湖温泉郷（ふじかわぐちこおんせんきょう）は山梨県南都留郡富士河口湖町の河口湖畔にある温泉郷である。単純に河口湖温泉（かわぐちこおんせん）と呼ばれる場合もある。

## 泉質
5 つの源泉があり、それぞれ「麗峰の湯」「天水の湯」「霊水の湯」「芙蓉の湯」「秀麗の湯」という名前が付けられている。それぞれの源泉で泉温や泉質が大きく異なるので、以下の表でまとめることとする。
| 源泉名   | 地区 | 泉温  | 浸透圧 | 泉質         | pH値 |
| -------- | ---- | ----- | ------ | ------------ | ---- |
| 天水の湯 | 河口 | 45.2℃ | 低張性 | アルカリ性   | 9.0  |
| 霊水の湯 | 浅川 | 43.2℃ | 低張性 | 弱アルカリ性 | 7.8  |
| 芙蓉の湯 | 船津 | 39.5℃ | 低張性 | アルカリ性   | 9.4  |
| 麗峰の湯 | 河口 | 37.0℃ | 低張性 | アルカリ性   | 9.4  |
| 秀麗の湯 | 船津 | 28.8℃ | 低張性 | 中性         | 7.2  |

## 温泉街
1992年（平成4年）に河口湖北岸で開削され開湯。新しい温泉であるが、富士山をはじめ元々周辺が観光地であったことから河口・船津・浅川の各地区では瞬く間に温泉街が形成され、現在合計 50 以上の温泉宿が存在する。

## アクセス
- 富士山麓電気鉄道富士急行線河口湖駅下車。
  - 船津・浅川地区は徒歩10 - 15分程度。河口地区は富士急バス「河口湖周遊レトロバス」（河口湖周遊コース）に乗車。
- 中央自動車道河口湖ICより車で10 - 15分程度。